# Schefflera macrostachya
Schefflera macrostachya là một loài thực vật có hoa trong Họ Cuồng cuồng. Loài này được (Benth.) Harms miêu tả khoa học đầu tiên năm 1894.